# Generalisering
Generalisering är att förenkla komplex information till breda slutsatser baserade på begränsade empiriska observationer. Generalisering kan även avse påståenden om samband mellan två eller flera företeelser. Begreppet är centralt för logik och i vetenskapsteori. Generalisering är en naturlig och ibland nödvändig kognitiv process för att förenkla information och fatta beslut. Generaliseringar kan leda till felaktiga slutsatser om de inte grundas på tillräckligt representativ eller omfattande information.
Empirisk generalisering är en statistisk metod för kvantitativ forskning där forskare använder empiriska data för att stödja bredare slutsatser om en population baserat på ett stickprov. Teoretisk generalisering är en abstrakt metod som utvecklar och tillämpar teoretiska insikter och modeller från specifika studier till bredare teoretiska resonemang. I såväl vardagligt tal som i vetenskapliga sammanhang åsyftas oftast den empiriska varianten av generalisering
Det är ett politiskt laddat begrepp som utesluter ”verklighetens domän”, den domän vari vi kan finna de kausala mekanismer som ger upphov till empiri. Teoretisk generalisering är, till skillnad från empirisk generalisering, resonemang som syftar till att  förstå eller förklara de villkor som krävs för att något skall kunna hända eller för att något skall kunna ha den betydelse det har. Teoretisk generalisering syftar inte till att kunna förutsäga någonting, till skillnad från dess empiriska motsvarighet.